# 실로암

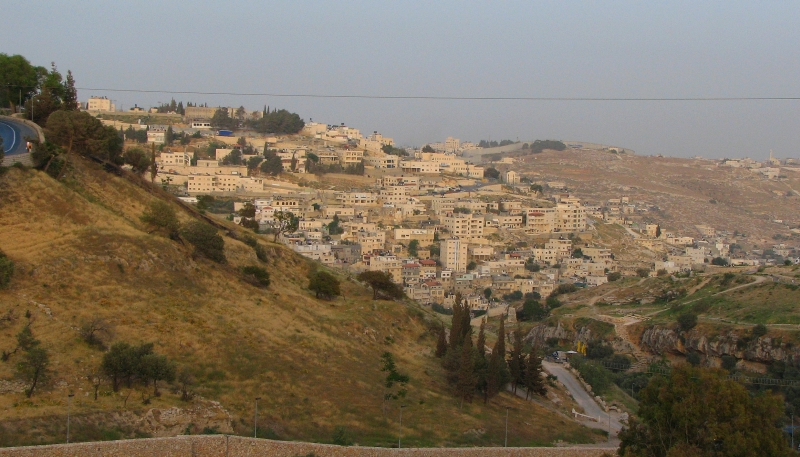
실로암의 전경 (2008년)

실로암(아랍어: سلوان←Siloan, 영어: Siloam, Silwan, 히브리어: כְּפַר הַשִּׁילוֹחַ)은 동예루살렘의 대부분 팔레스타인의 이웃 지역으로, 예루살렘 옛 시가지의 교외에 위치해 있다.
히브리어 성경과 신약성경에 언급된다. 신약성경에서는 예수의 나서부터 맹인인 자를 고친 곳으로 알려져 있다. 중세의 실로암은 농촌 마을로서 시작하였으며 지역 전통에 따르면 7세기로 거슬러 올라간다. 반면, 이 지역이 처음 언급된 것은 985년으로 거슬러 올라간다. 19세기 이후로 이 마을은 천천히 예루살렘으로 통합되었다가 도시 인접 지역이 되었다.
1948년 전쟁 이후 이 마을은 요르단의 통치 하에 들어갔다. 1967년 6일 전쟁에 이를 때까지 이 통치는 지속되었다가 이후로는 이스라엘이 점유해오고 있다.